# Sceloporus malachiticus
Sceloporus malachiticus là một loài thằn lằn trong họ Phrynosomatidae. Loài này được Cope mô tả khoa học đầu tiên năm 1864.

## Hình ảnh

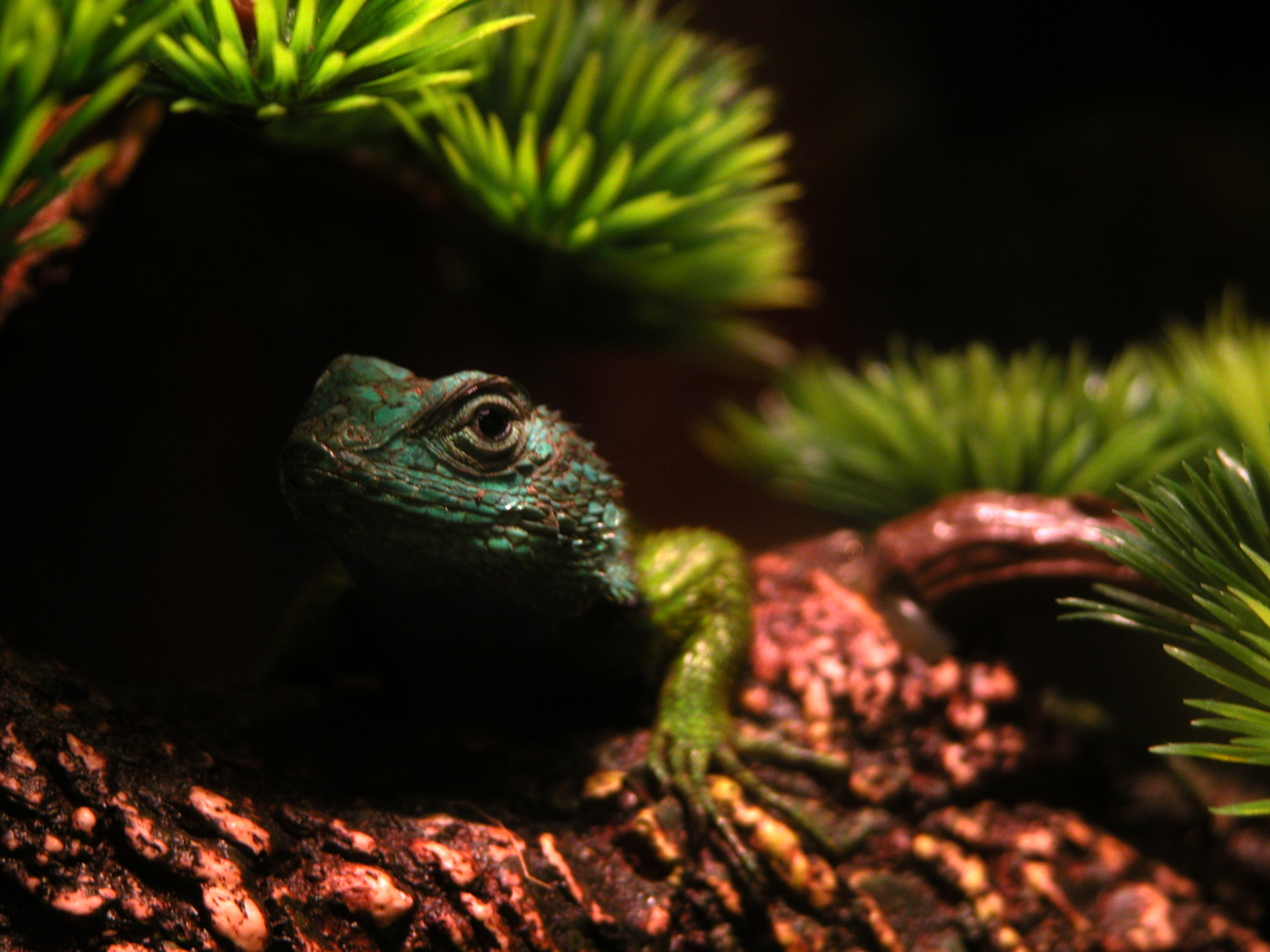
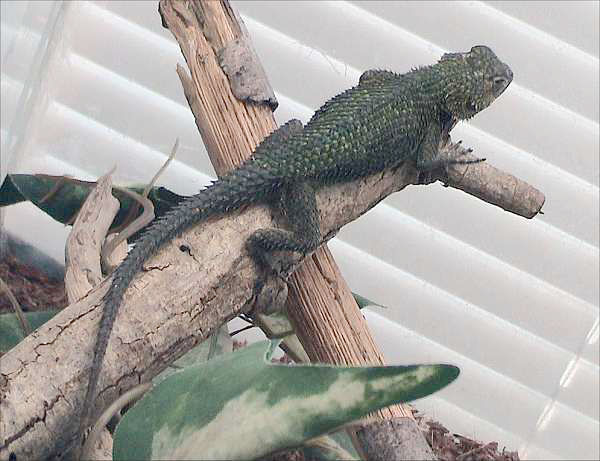
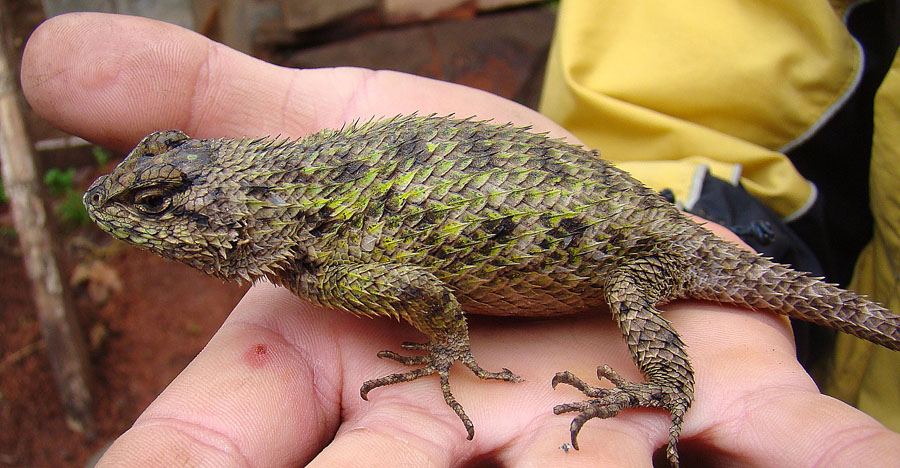
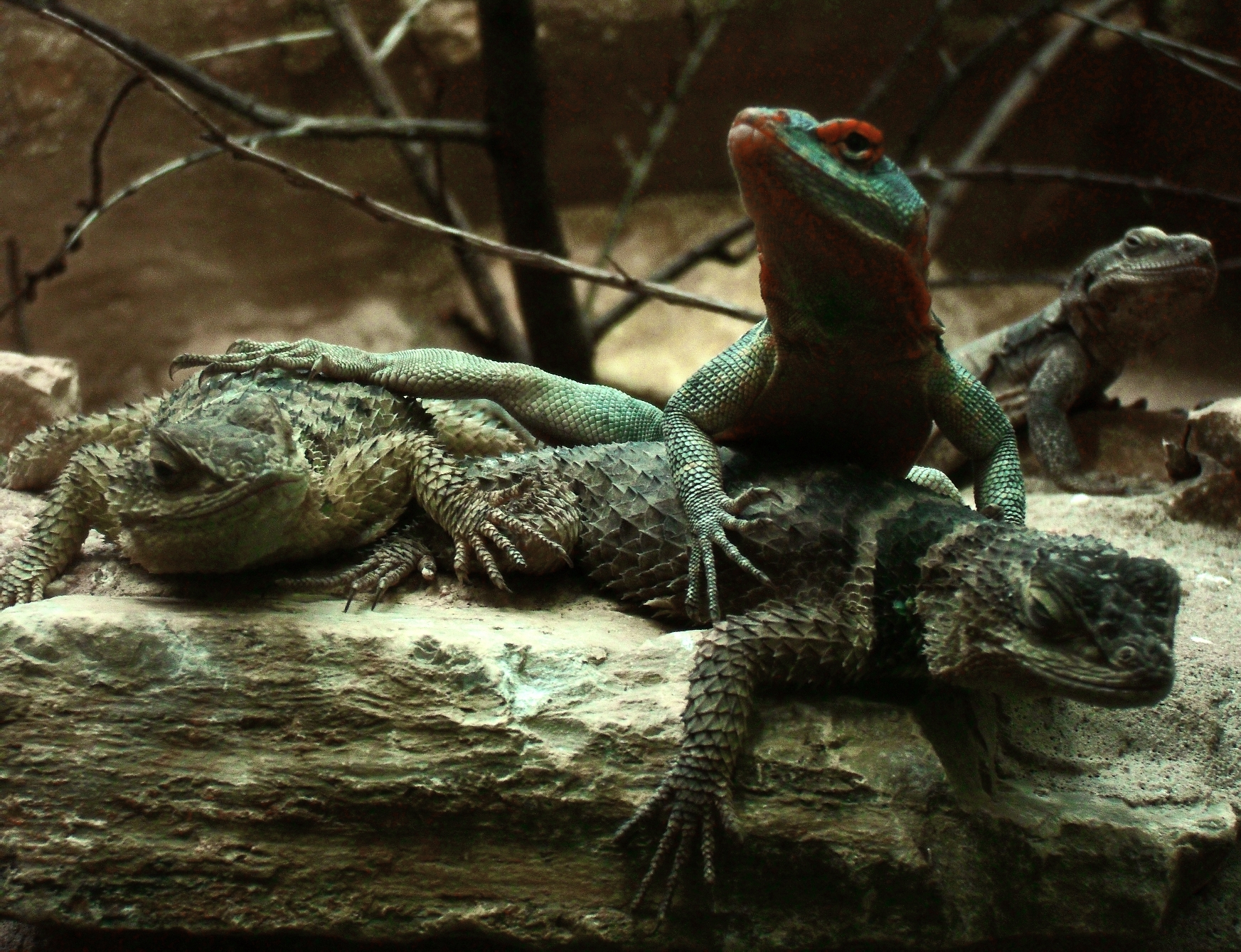